# Canonização

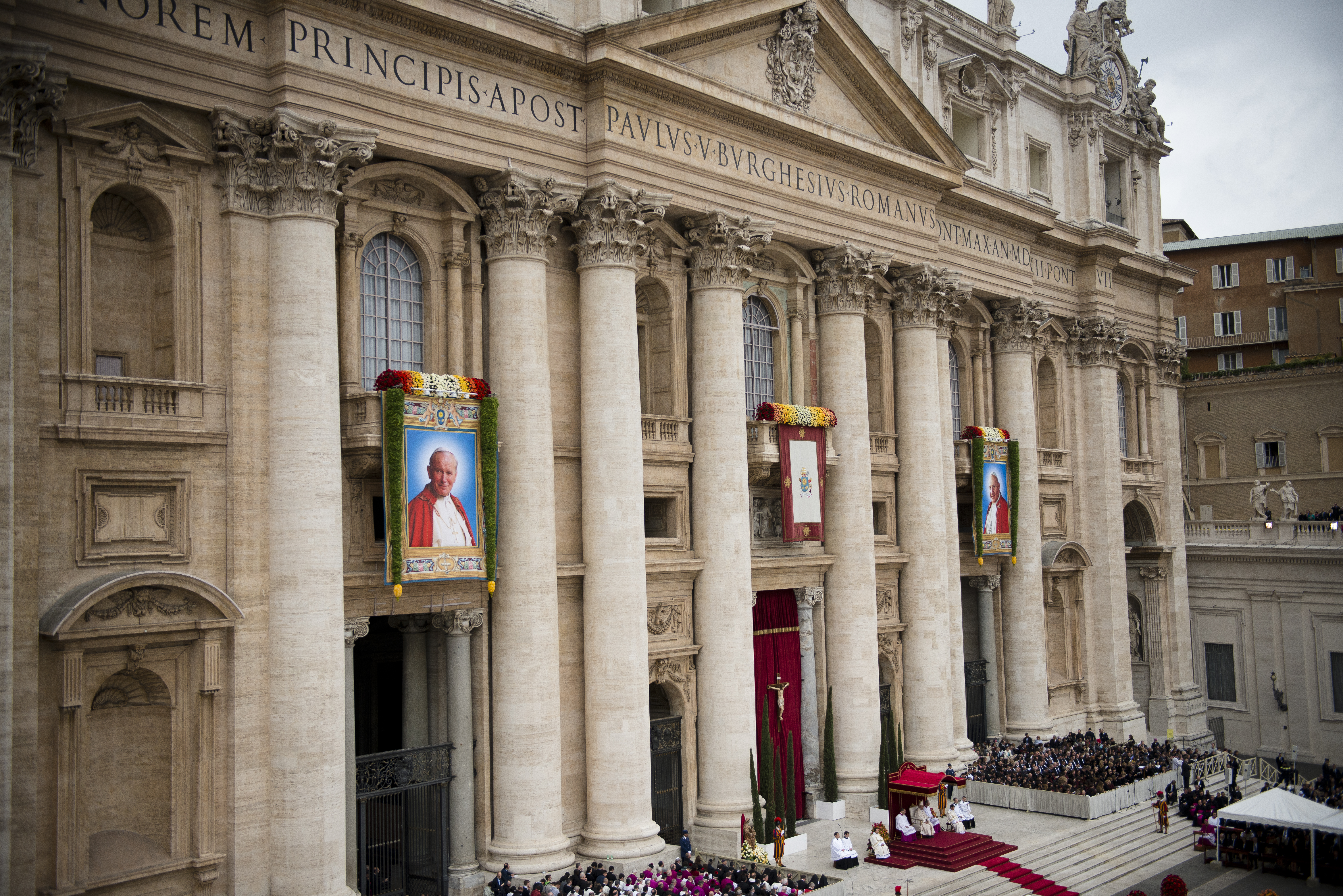
Canonização de João Paulo II e João XXIII no adro da Basílica de São Pedro, realizada em 27 de abril de 2014

Canonização pode-se dizer que é o termo utilizado pela Igreja Católica e que diz respeito ao ato de atribuir o estatuto de Santo a alguém que já era Beato e sujeito à beatificação. É um assunto sério e um processo complexo dentro da Igreja, a ponto de só poder ser tratada pela Santa Sé em si, por uma comissão de altos membros e com a aprovação final do Papa. Canonização é a confirmação final da Santa Sé para que um Beato seja declarado Santo. Só o Papa tem a autoridade de conceder o estatuto de Santo.
O Código de Direito Canônico da Igreja, no seu cânon 1186 estabelece: "Para fomentar a santificação do povo de Deus, a Igreja recomenda à veneração peculiar e filial dos fiéis a Bem-aventurada sempre Virgem Maria, Mãe de Deus, que Jesus Cristo constituiu Mãe de todos os homens, e promove o verdadeiro e autêntico culto dos outros Santos, com cujo exemplo os fiéis se edificam e de cuja intercessão se valem."; e, ainda no artigo 1187: "Só é lícito venerar com culto público os servos de Deus, que foram incluídos pela autoridade da Igreja no álbum dos Santos ou Beatos."

## Documentos importantes
Em 1234, o Papa Gregório IX, declarou que a canonização seria atribuição exclusiva do Papa.
Em 22 de Janeiro de 1588, foi publicada a Constituição Apostólica "Immensa Aeterni Dei", pelo Papa Sixto V, que criou a Sagrada Congregação dos Ritos e lhe confiou a tarefa de regular o exercício do culto divino e de estudar as causas dos Santos. Depois disso, os processos de reconhecimento tornaram-se mais demorados e as exigências mais rigorosas.
Em 1634, o Papa Urbano VIII, proibiu qualquer manifestação popular de culto e veneração de candidatos a santo sem a sua beatificação.
No dia de 26 de agosto de 1913, o Papa Pio X, pediu a reunião e o estudo de todos os documentos históricos relativos às causas dos santos.
No dia 6 de fevereiro de 1930, o Papa Pio XI publicou o Motu Proprio denominado: "Já há algum tempo", que instituiu na Congregação dos Ritos a "Secção histórica", que daria origem ao Departamento histórico-hagiográfico.
No dia 8 de maio de 1969, o Papa Paulo VI, publicou a Constituição Apostólica "Sacra Rituum Congregatio", que dividiu a Congregação dos Ritos em duas:
- a Congregação para o Culto Divino; e
- a Congregação para as Causas dos Santos.

A Congregação para as Causas dos Santos passou a ter a sua própria estrutura, organizada em três departamentos: o Judicial, o do Promotor Geral da Fé e o histórico-jurídico.
No dia 25 de Janeiro de 1983, foi publicada a Constituição Apostólica "Divinus perfectionis magister", pelo Papa João Paulo II, que, no dia 7 de Fevereiro de 1983, publicou as "Normae servandae in inquisitionibus ab episcopis faciendis in causis sanctorum", que trouxeram uma profunda reforma no procedimento das causas de canonização e a reestruturação da Congregação, dotando-a de um Colégio de Relatores, encarregado de cuidar da preparação das "Positiones super vita et virtutibus (ou super martyrio)" dos Servos de Deus.
Essa reforma simplificou os processos de canonização, como resultado, João Paulo II foi o papa que mais beatificou e canonizou na história da igreja. Entre 1588, data de criação da Congregação dos Ritos, e 1978, foram realizadas 808 beatificações e 296 canonizações. No período de João Paulo II, foram 147 cerimônias de beatificação, que resultaram proclamação de 1.338 beatos, e 51 cerimônias de canonização, com a proclamação de 482 santos.
Em 28 de junho de 1988, foi publicada a Constituição Apostólica "Pastor Bonus", também pelo Papa João Paulo II.
A Constituição Apostólica Divinus perfectionis Magister (1983), de João Paulo II, estabeleceu de uma vez as normas para a instrução das causas de canonização e para o trabalho da Congregação para as Causas dos Santos. Nela é afirmado: "A Sé Apostólica, (…) propõe homens e mulheres que sobressaem pelo fulgor da caridade e de outras virtudes evangélicas para que sejam venerados e invocados, declarando-os Santos e Santas em ato solene de canonização, depois de ter realizado as oportunas investigações."
Em 18 de fevereiro de 2008 a Santa Sé torna público a instrução "Sanctorum Mater" (1983) da Congregação para a Causa dos Santos sobre as normas que regulam o início das causas de beatificação juntamente com o "Index ac status causarum".
A Instrução se divide em seis partes:
- Primeira: diz da necessidade de uma autêntica fama de santidade para se dar início ao processo e se explicam as figuras e tarefas do autor do postulador e do bispo competente para a causa;
- Segunda: nela é descrita a fase preliminar da causa que chega até à concessão do "nulla osta" da Congregação para as Causas dos Santos;
- Terceira: diz da celebração da causa;
- Quarta: trata das modalidades para se recolher as provas documentais;
- Quinta: cuida das provas testemunhais;
- Sexta: são indicados os procedimentos para os atos conclusivos da instrução diocesana.

## Procedimento resumido
Segundo a Constituição Divinus perfectionis Magister e a instrução Sanctorum Mater, ao bispo diocesano ou autoridade da hierarquia a ele equiparada, de iniciativa própria ou a pedido de fiéis, é a quem compete investigar sobre a vida e a fama de santidade do candidato, o exercício das virtudes, o martírio sofrido ou a oferta heroica da própria vida, bem como os milagres atribuídos e, se considerar necessário, a antiguidade do culto da pessoa cuja canonização é pedida. Nesta fase a pessoa investigada recebe o tratamento de "Servo de Deus" se é admitido o início do processo.
Haverá um postulador que deverá recolher informações pormenorizadas sobre a vida do Servo de Deus e informar-se sobre as razões que pareceriam favorecer a promoção da causa da canonização. Os escritos que tenham sido publicados devem ser examinados por teólogos censores, nada havendo neles contra a fé e aos bons costumes, passa-se ao exame dos escritos inéditos e de todos os documentos que de alguma forma se refiram à causa. Se ainda assim o bispo considerar que se pode ir em frente, providenciará o interrogatório das testemunhas apresentadas pelo postulador e de outras que achar necessário.
Em separado se faz o exame do eventual martírio e o das virtudes, que o servo de Deus deverá ter praticado em grau heroico (fé, esperança e caridade; prudência, temperança, justiça, fortaleza e outras) e o exame dos milagres a ele atribuídos. Concluídos estes trabalhos tudo é enviado a Roma para a Congregação da Causa dos Santos.
Para tratar das causas dos santos existem, na Congregação para a Causa dos Santos, consultores procedentes de diversas nações, uns peritos em história e outros em teologia, sobretudo espiritual, há também um Conselho de médicos. Reconhecida a prática das virtudes em grau heroico o decreto que o faz declara o Servo de Deus "Venerável".
Havendo apresentação de milagre este é examinado numa reunião de peritos e se se trata de curas pelo Conselho de médicos, depois é submetido a um Congresso especial de teólogos e por fim à Congregação dos cardeais e bispos. O parecer final destes é comunicado ao Papa, a quem compete o direito de decretar o culto público eclesiástico que se há de tributar aos Servos de Deus. A Beatificação portanto, só pode ocorrer após o decreto das virtudes heroicas e da verificação de um milagre atribuído à intercessão daquele Venerável.
O milagre deve ser uma cura inexplicável à luz da ciência e da medicina, consultando inclusive médicos ou cientistas de outras religiões e ateus. Deve ser uma cura perfeita, duradoura e que ocorra rapidamente, em geral de um a dois dias. Comprovado o milagre é expedido um decreto, a partir do qual pode ser marcada a cerimônia de beatificação, que pode ser presidida pelo Papa ou por algum bispo ou cardeal delegado por ele.
Caso a pessoa em causa já tenha o estatuto de beato e seja comprovado mais um milagre pela Igreja Católica, em missa solene o Santo Padre ou um Cardeal por ele delegado declarará aquela pessoa como Santa e digna de ser levada aos altares e receber a mesma veneração em todo o mundo, concluindo assim o processo de Canonização.